# Malplaquetstraße
Die Malplaquetstraße liegt im Berliner Ortsteil Wedding im Bezirk Mitte. Sie wurde nach der Schlacht bei Malplaquet benannt. Hintergrund war die Mitwirkung des Kronprinzen Friedrich Wilhelm im brandenburgischen Kontingent. Im Rahmen des 200. Geburtstags Friedrich Wilhelms wurden im Wedding eine Reihe neu angelegter Straßen nach Ereignissen in seinem Leben sowie Leopolds benannt.

## Verlauf und Bebauung
Die rund 500 m lange Straße verläuft in Südost-/Nordwest-Richtung zwischen der Seestraße und der Nazarethkirchstraße. Sie bildet das Zentrum des Malplaquetkiezes. Der Verkehrsweg entstand als Straße 45, Abt. X/1 des Bebauungsplans und erhielt am 2. April 1891 seinen heutigen Namen. An der Ecke Liebenwalder Straße steht das 1904–1906 erbaute Karl-Schrader-Haus, das zu den beispielgebenden genossenschaftlichen Reformwohnungsbauten des frühen 20. Jahrhunderts gehört. Es wurde nach dem Gründer der Berliner Baugenossenschaft eG, Karl Schrader, benannt (siehe Bild in der Infobox).
In der Straße befinden sich zwei denkmalgeschützte Lauchhammerbrunnen an der Malplaquet-/Utrechter Straße in der Mitte des als offene Schmuckfläche gestalteten Vorplatzes am Eckhaus Utrechter Straße 34, der zweite an der Kreuzung mit der Utrechter Straße.
Im Januar 2025 wird der Kulturausschuss des Berliner Senats einen Beschluss fassen, der platzähnlichen Fläche an der Straßenkreuzung mit der Utrechter Straße einen eigenen Platznamen zu verleihen. Als Namensgeberin hat die Fraktion der Grünen Franziska Bereit vorgeschlagen. Bereit hatte in der NS-Zeit der jüdischen Familie Silbermann, die in der Reinickendorfer Straße gewohnt hat und bei welcher sie als Haushälterin und Kindermädchen arbeitete, geholfen, sich vor der Verfolgung durch die Nazis zu verbergen. Sie ermöglichte durch Unterbringung der Kinder und der Schwester des Ehepaares (Carl und Rosa Silbermann) in ihrer kleinen Einzimmerwohnung das Überleben. Die Eltern wurden jedoch 1943 verhaftet und nach Theresienstadt verbracht. Der mehrfache Versuch, am Wohnhaus von Franziska Bereit (Malplaquetstraße 38) eine Gedenktafel anzubringen, ist gescheitert.